# Rhyncomya italica
Rhyncomya italica är en tvåvingeart som först beskrevs av Mario Bezzi 1911.  Rhyncomya italica ingår i släktet Rhyncomya och familjen Rhiniidae. Inga underarter finns listade i Catalogue of Life.